# Fraata
Fraata (Phraata) fou una ciutat de Mèdia que fou residència d'hivern dels reis de Pàrtia. Era una plaça forta ben defensada. Podria ser la mateixa ciutat que Estrabó descriu sota el nom de Vera, però avui no se sap on era exactament.
Se suposa que el nom deriva del rei Fraates.